# 鄧文照
鄧文照（？—？），江西人，明朝政治人物。岁贡出身。
万历三十八年（1610年），擔任明朝廣州府新安縣知縣。后由王廷鉞接任。